# 谢尔盖·索科洛夫
谢尔盖·列昂尼多维奇·索科洛夫（俄语：Сергей Леонидович Соколов，1911年7月1日—2012年8月31日）是蘇聯軍事統帥，蘇聯英雄，並擔任蘇聯國防部長 （1984年12月22日至1987年5月30日），是迄今为止最长寿的苏联元帅（享高寿101岁）。

## 生平
謝爾蓋·索科洛夫是沙皇軍官的兒子。1927年从九年制学校毕业。1932年应征入伍。
1937年加入联共（布）。1938年以坦克连长身份参加哈桑湖戰役。1941年9月，指挥坦克团在西方面军参战。1941年10月任卡累利阿方面军坦克兵司令部任科长，1942年4月处长、1942年6月办公室主任、1943年1月队列部长、1944年坦克机械化部队司令部参谋长。1944年9月，第32集团军坦克机械化兵主任。
1947年11月从斯大林坦克机械化兵学院毕业，任坦克团长。1948年5月－1949年12月任坦克师长。1951年从伏龙芝军事学院毕业，任机械化师师长。1954年12月，任集团军参谋长。1960年3月，集团军司令员。1964年7月任莫斯科军区第一副司令兼参谋长。1964年7月列寧格勒軍區第一副司令员，1965年任军区司令。1967年4月國防部第一副部長至1984年。1984年任国防部长。1987年因红场事件被免去苏联国防部长职务，苏联解体后曾担任俄罗斯国防部长顾问。
1985年－1987年为政治局候补委员。1980年4月28日荣获苏联英雄称号。

## 军衔
- 学员（1932年5月－1934年11月）
- 排级指挥员－1934年11月
- 少尉－1935年
- 中尉－大尉－1941年
- 少校－1943年
- 中校－1943年
- 上校－1943年9月9日
- 少将－1953年8月3日
- 中将－1959年5月29日
- 上将－1963年4月13日
- 大将－1967年4月12日
- 元帅－1978年2月17日

## 荣誉
俄罗斯
- 二级祖国功勋勋章（2001年6月21日）
- 三级祖国功勋勋章（1996年6月30日）
- 四级祖国功勋勋章（2009年11月2日）

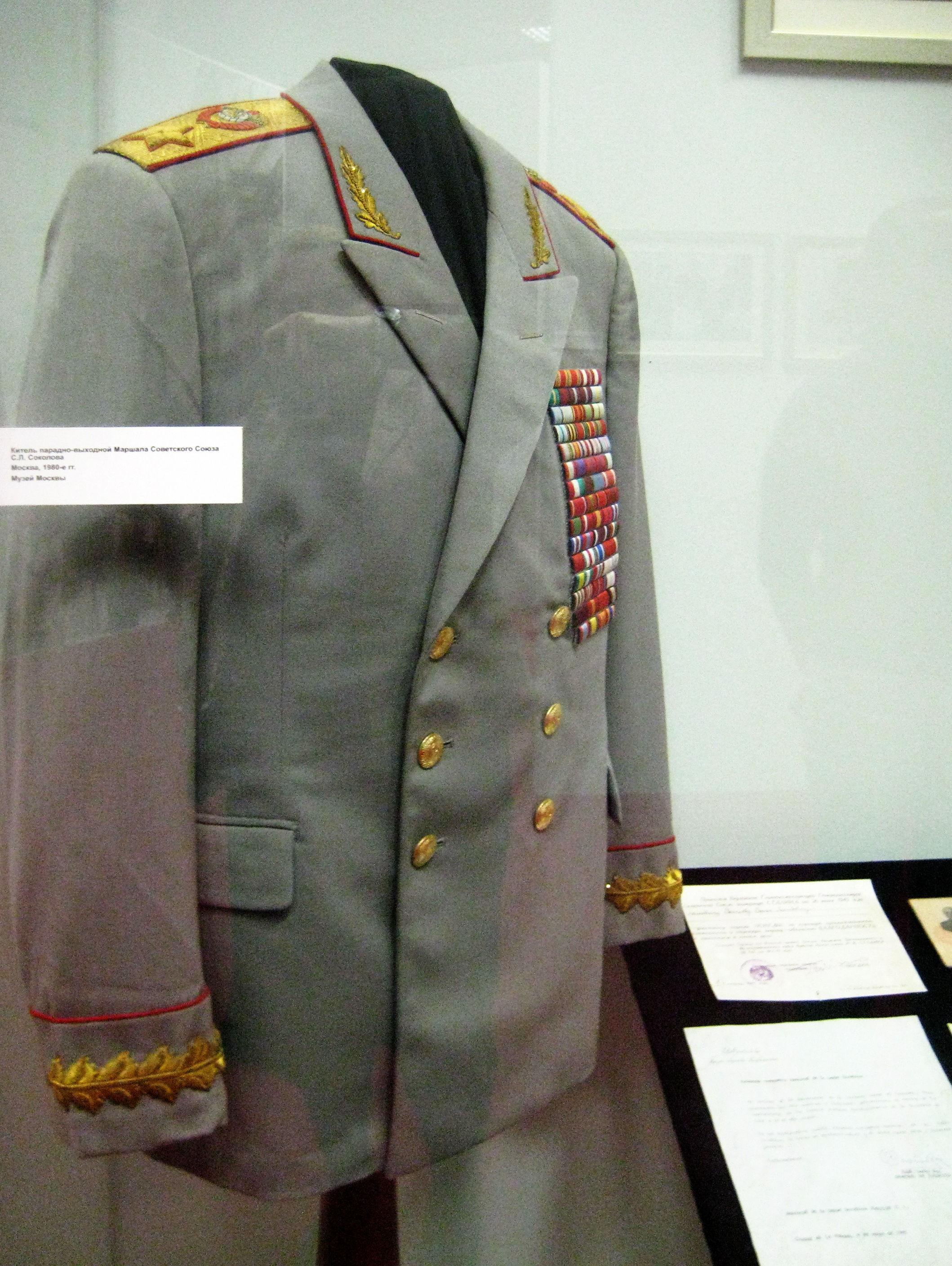
索科洛夫的军服

- 亚历山大·涅夫斯基勋章（2011年6月23日）[2]
- 荣誉勋章（2006年7月1日）
- 朱可夫勋章（1995年4月25日）

苏联
- 苏联英雄荣誉称号（1980年4月28日）－在阿富汗战争中的卓越指挥
- 列宁勋章（三枚：1971年6月30日，1980年4月28日，1986年6月30日）
- 红旗勋章（两枚：1953年4月20日，1968年2月22日）
- 一级苏沃洛夫勋章（1982年5月6日）
- 一级卫国战争勋章（1985年3月11日）
- 红星勋章（两枚：1943年1月14日，1947年11月6日）
- 三级在苏联武装力量中为祖国服务勋章（1975年4月30日）
- 勇敢奖章
- 战功奖章
- 纪念列宁诞辰一百周年奖章
- 守卫苏联国界有功奖章
- 保卫苏联北极地区奖章
- 1941-1945年偉大衛國戰爭戰勝德國獎章
- 1941-1945年偉大衛國戰爭勝利二十週年獎章
- 1941-1945年偉大衛國戰爭勝利三十週年獎章
- 1941-1945年偉大衛國戰爭勝利四十週年獎章
- 1941-1945年偉大衛國戰爭勝利五十週年獎章
- 1941-1945年偉大衛國戰爭勝利六十週年獎章
- 1941-1945年偉大衛國戰爭勝利六十五週年獎章
- 苏维埃陆军海军三十周年奖章
- 苏联武装力量四十周年奖章
- 苏联武装力量五十周年奖章
- 苏联武装力量六十周年奖章
- 苏联武装力量七十周年奖章
- 一级优秀服役奖章

俄罗斯非官方
- 二级圣正义大公德米特里·顿斯科伊勋章（英语：Order of Saint Righteous Grand Duke Dmitry Donskoy）, （俄罗斯正教会，2005年）

阿富汗
- 阿富汗红旗勋章（英语：Order of the Red Banner (Afghanistan)）（1982年）
- 二月革命勋章（英语：Order of the Saur Revolution）（1984年）

保加利亚
- 格奥尔基·季米特洛夫勋章（英语：Order of Georgi Dimitrov）, 两次（1985年，1986年）
- 一级保加利亚人民共和国勋章（1974年）
- 保加利亚人民军25周年奖章（1969年）
- 战胜法西斯30周年奖章（1975年）
- 保加利亚人民军30周年奖章（1974年）
- 加强战斗友谊奖章（1977年）
- 保加利亚从奥斯曼帝国的枷锁中解放100周年奖章（1978年）
- 格奥尔基·季米特洛夫诞辰90周年奖章（1974年）
- 格奥尔基·季米特洛夫诞辰100周年奖章（1983年）
- 保加利亚建国1300周年奖章（1982年）
- 战胜法西斯40周年奖章（1985年）

匈牙利
- 匈牙利共和国旗帜勋章（英语：Order of the Flag of the Hungarian Republic）, 红宝石版（1986年）
- 一级战斗合作奖章（1980年）

越南
- 胡志明勋章（1985年）
- 一级军事英勇奖章（1983年）

东德
- 卡尔·马克思勋章（1986年）
- 战斗友谊奖章（1980年）
- 人民军30周年奖章（1986年）

约旦
- 一级独立勋章（1977年）

北朝鲜
- 朝鲜解放40周年奖章（1985年）

古巴
- 吉隆海滩勋章（英语：Order of Playa Girón）（1986年）
- 革命武装力量20周年奖章（1978年）
- 革命武装力量30周年奖章（1987年）

蒙古
- 蘇赫巴托勳章，两次（1971，1986年）
- 红旗勋章（英语：Order of the Red Banner (Mongolia)） (1982年）
- 战胜日本30周年奖章 (1976年）
- 諾門罕戰役胜利30周年奖章 (1969年）
- 哈拉哈河战役胜利40周年奖章" (1979年）
- 蒙古人民共和国成立50周年奖章 (1972年）
- 蒙古人民革命60周年奖章 (1982年）
- 蒙古人民军50周年奖章 (1971年）
- 蒙古人民军60周年奖章 (1982年）

波兰
- 二级波兰共和国功绩勋章（英语：Order of Merit of the Republic of Poland）（1985年）
- 二级和三级波兰复兴勋章（1968年，1971年）

罗马尼亚
- 一级都铎·弗拉基米列斯库勋章（1969年）
- 8月23日勋章（1974年）
- 罗马尼亚从法西斯主义解放30周年奖章（1974年）
- 军事功勋奖章（1980年）

捷克斯洛伐克
- 克莱门特·哥特瓦尔德勋章（1985年4月18日）[3]
- 加强战斗友谊奖章（1972年）
- 斯洛伐克民族起义40周年奖章（1985年）
- 捷克斯洛伐克共产党成立50周年奖章（1971年）

芬兰
- 一级芬兰白玫瑰勋章（1986年）

## 家人
- 妻子玛丽亚·索科洛娃（1920年12月19日－2012年8月29日），伟大卫国战争参战者。

- 长子瓦列里·謝爾蓋耶维奇·索科洛夫（1940年9月30日－），上将，总参军事学院教师。
- 次子弗拉吉米尔·謝爾蓋耶维奇·索科洛夫（1947年1月21日－），上将，阿富汗战争时任第40集团军参谋长。